# Lepidochrysops glauca
Lepidochrysops glauca és una espècie de lepidòpter papilionoïdeu de la família dels licènids (Lycaenidae). Es troba des dels tròpics africans fins a Sud-àfrica.
L'envergadura és de 35-40 mm per als mascles i de 38-48 mm per a les femelles. Els adults aixequen el vol de setembre a desembre i de gener a abril. Hi ha dues generacions per any.
Les larves s'alimenten d'Ocimum canum i de Lantana rugosa.

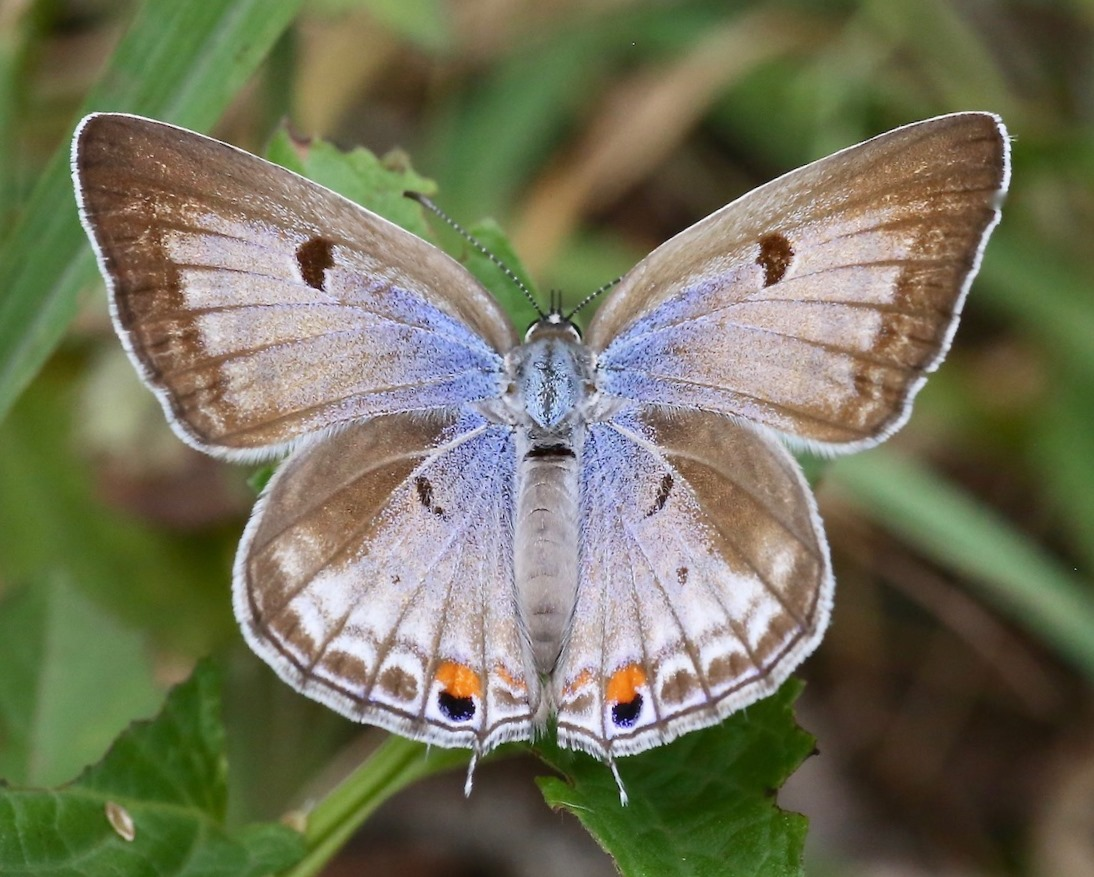
Lepidochrysops glauca glauca, femella, part superior

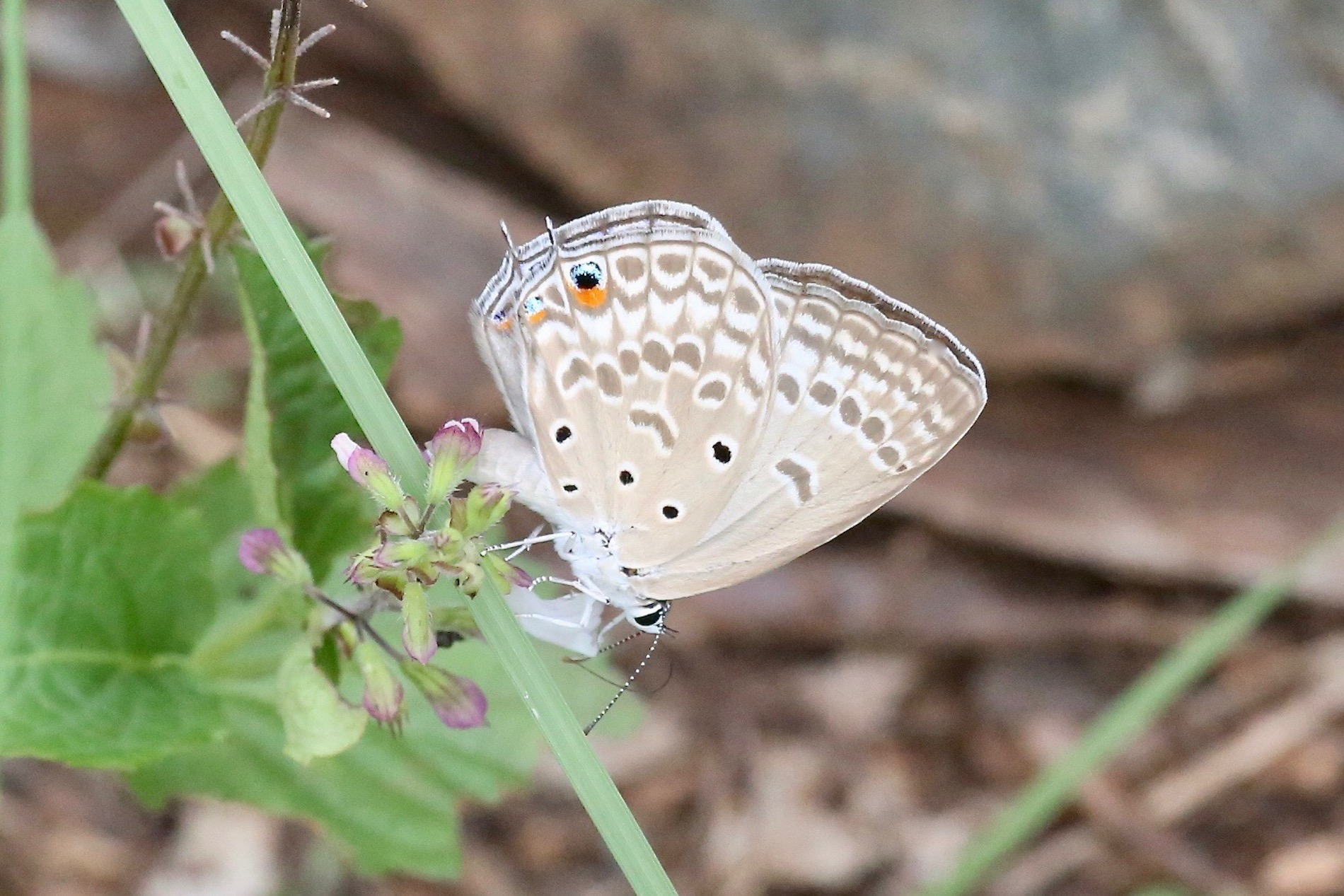
Lepidochrysops glauca glauca, femella, part inferior

## Subespècies
- Lepidochrysops glauca glauca[2]

Àrea de distribució: Gabon, República Democràtica del Congo, Angola, Tanzània, Malawi, Zàmbia, Zimbàbue, Botswana, Eswatini, Sud-àfrica: a les províncies de Limpopo, Mpumalanga, Nord-oest, Gauteng, Estat Lliure i KwaZulu-Natal.
- Lepidochrysops glauca swinburnei Stevenson, 1939[2]

Àrea de distribució: Zimbàbue

## Sinonímia
- Lycaena glauca Trimen, 1887
- Neochrysops glauca[2]